# Недельная глава

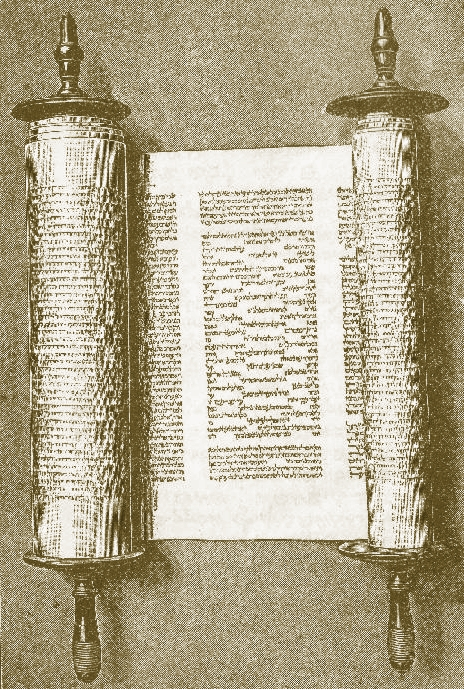
Свиток Торы

Недельная глава, также парашат ха-шавуа (ивр. פָּרָשַׁת הַשָּׁבוּעַ‎ — «недельная глава», «недельная порция»; ашкеназ. סִדְרָה‎, сидра) — отрывок из Торы, читаемый во время синагогальной литургии каждую субботу (шаббат) (иногда в одну субботу читаются два раздела, чтобы уложиться в годичный цикл, согласно вавилонской традиции). В понедельник и четверг предыдущей недели также читается небольшая часть. Аналог в православии — зачало.

## Правила чтения недельной главы
В настоящее время Тора разделена на 54 раздела, читаемые во время утренней субботней синагогальной литургии (иногда в одну субботу читаются два недельных раздела, чтобы уложиться в годичный цикл). В праздник читают отрывок Торы, посвящённый соответствующему празднику, а также особый раздел (по другому свитку Торы) из Чис. 28:16 — 29:39 о жертвоприношениях этого дня. В субботу, совпадающую с праздником, обычная недельная глава не читается. В субботней службе к чтению свитка Торы вызываются не менее семи человек; в соответствии с этим каждая парашат ха-шавуа делится на семь частей, которые в разных общинах могут различаться. В некоторые субботы ашкеназы и сефарды читают разные хафтарот, иногда различны парашот, читаемые в Эрец-Исраэль и в диаспоре (поскольку к праздникам в диаспоре добавляется дополнительный день). Годичный цикл синагогального чтения Торы завершается в последний день Суккота — Симхат-Тора, в этот день читается последняя глава цикла; новый цикл начинается в следующую за этим днём субботу.
Существуют три субботы, в которые должны читаться определённые главы Торы, и на основании этого решают, сдваивать ли недельные главы в другие субботы:
- глава «Бемидбар» всегда читается перед Шавуотом;
- глава «Дварим» всегда читается перед Девятым Ава;
- глава «Ницавим» (сама по себе или вместе с главой «Вайелех») всегда читается в последний шаббат элула перед Рош ха-Шана.

## Списокпарашат ха-шавуа
| ивр. | ивр.    | Глава     | Берешит       | Бытие         |
| ---- | ------- | --------- | ------------- | ------------- |
|      | בְּרֵאשִׁית‬  | Берешит   | 1:1 — 6:8     | 1:1 — 6:8     |
|      | נֹחַ‬      | Ноах      | 6:9 — 11:32   | 6:9 — 11:32   |
|      | לֶךְ-לְךָ‬   | Лех леха  | 12:1 — 17:27  | 12:1 — 17:27  |
|      | וַיֵּרָא‬    | Ваера     | 18:1 — 22:24  | 18:1 — 22:24  |
|      | חַיֵּי שָׂרָה‬ | Хаей Сара | 23:1 — 25:18  | 23:1 — 25:18  |
|      | תּוֹלְדֹת‬   | Толдот    | 25:19 — 28:9  | 25:19 — 28:9  |
|      | וַיֵּצֵא‬    | Ваеце     | 28:10 — 32:3  | 28:10 — 32:2  |
|      | וַיִּשְׁלַח‬   | Ваишлах   | 32:4 — 36:43  | 32:3 — 36:43  |
|      | וַיֵּשֶׁב‬    | Ваешев    | 37:1 — 40:23  | 37:1 — 40:23  |
|      | מִקֵּץ‬     | Ми-Кец    | 41:1 — 44:17  | 41:1 — 44:17  |
|      | וַיִּגַּשׁ‬    | Ваигаш    | 44:18 — 47:27 | 44:18 — 47:27 |
|      | וַיְחִי‬    | Ваехи     | 47:28 — 50:26 | 47:28 — 50:26 |

| ивр. | ивр.   | Глава    | Шмот          | Исход         |
| ---- | ------ | -------- | ------------- | ------------- |
|      | שְׁמוֹת‬   | Шмот     | 1:1 — 6:1     | 1:1 — 6:1     |
|      | וָאֵרָא‬   | Ваэра    | 6:2 — 9:35    | 6:2 — 9:35    |
|      | בֹּא‬     | Бо       | 10:1 — 13:16  | 10:1 — 13:16  |
|      | בְּשַׁלַּח‬   | Бешалах  | 13:17 — 17:16 | 13:17 — 17:16 |
|      | יִתְרוֹ‬   | Итро     | 18:1 — 20:23  | 18:1 — 20:26  |
|      | מִשְׁפָּטִים‬ | Мишпатим | 21:1 — 24:18  | 21:1 — 24:18  |
| {    | תְּרוּמָה‬  | Трума    | 25:1 — 27:19  | 25:1 — 27:19  |
| {    | תְּצַוֶּה‬   | Тецаве   | 27:20 — 30:10 | 27:20 — 30:10 |
|      | כִּי תִשָּׂא‬ | Ки Тиса  | 30:11 — 34:35 | 30:11 — 34:35 |
| {    | וַיַּקְהֵל‬  | Ва-якхел | 35:1 — 38:20  | 35:1 — 38:20  |
| {    | פְּקוּדֵי‬  | Пкудей   | 38:21 — 40:38 | 38:21 — 40:38 |

| ивр. | ивр.     | Глава      | Ваикра       | Левит        |
| ---- | -------- | ---------- | ------------ | ------------ |
|      | וַיִּקְרָא‬    | Ва-Йикра   | 1:1 — 5:26   | 1:1 — 6:7    |
|      | צַו‬       | Цав        | 6:1 — 8:36   | 6:8 — 8:36   |
|      | שְׁמִינִי‬    | Шмини      | 9:1 — 11:47  | 9:1 — 11:47  |
| {    | תַּזְרִיעַ‬    | Тазриа     | 12:1 — 13:59 | 12:1 — 13:59 |
| {    | מְצֹרָע‬     | Мецора     | 14:1 — 15:33 | 14:1 — 15:33 |
| {    | אַחֲרֵי מוֹת‬ | Ахарей Мот | 16:1 — 18:30 | 16:1 — 18:30 |
| {    | קְדֹשִׁים‬    | Кдошим     | 19:1 — 20:27 | 19:1 — 20:27 |
|      | אֱמֹר‬      | Эмор       | 21:1 — 24:23 | 21:1 — 24:23 |
| {    | בְּהַר‬      | Бе-Хар     | 25:1 — 26:2  | 25:1 — 26:2  |
| {    | בְּחֻקֹּתַי‬    | Бе-Хукотай | 26:3 — 27:34 | 26:3 — 27:34 |

| ивр. | ивр.   | Глава       | Бемидбар     | Числа        |
| ---- | ------ | ----------- | ------------ | ------------ |
|      | בְּמִדְבַּר‬  | Бе-Мидбар   | 1:1 — 4:20   | 1:1 — 4:20   |
|      | נָשֹׂא‬    | Насо        | 4:21 — 7:89  | 4:21 — 7:89  |
|      | בְּהַעֲלֹתְךָ‬ | Бе-Хаалотха | 8:1 — 12:16  | 8:1 — 13:1   |
|      | שְׁלַח-לְךָ‬ | Шлах Леха   | 13:1 — 15:41 | 13:2 — 15:41 |
|      | קֹרַח‬    | Корах       | 16:1 — 18:32 | 16:1 — 18:32 |
|      | חֻקַּת‬    | Хукат       | 19:1 — 22:1  | 19:1 — 22:1  |
|      | בָּלָק‬    | Балак       | 22:2 — 25:9  | 22:2 — 25:9  |
|      | פִּינְחָס‬  | Пинхас      | 25:10 — 30:1 | 25:10 — 30:1 |
|      | מַטּוֹת‬   | Матот       | 30:2 — 32:42 | 30:2 — 32:42 |
|      | מַסְעֵי‬   | Масей       | 33:1 — 36:13 | 33:1 — 36:13 |

| ивр. | ивр.       | Глава           | Дварим        | Второзаконие  |
| ---- | ---------- | --------------- | ------------- | ------------- |
|      | דְּבָרִים‬      | Дварим          | 1:1 — 3:22    | 1:1 — 3:22    |
|      | וָאֶתְחַנַּן‬     | Ва-Этханан      | 3:23 — 7:11   | 3:23 — 7:11   |
|      | עֵקֶב‬        | Экев            | 7:12 — 11:25  | 7:12 — 11:25  |
|      | רְאֵה‬        | Реэ             | 11:26 — 16:17 | 11:26 — 16:17 |
|      | שֹׁפְטִים‬      | Шофтим          | 16:18 — 21:9  | 16:18 — 21:9  |
|      | כִּי תֵצֵא‬     | Ки Теце         | 21:10 — 25:19 | 21:10 — 25:19 |
|      | כִּי תָבוֹא‬    | Ки Таво         | 26:1 — 29:8   | 26:1 — 29:9   |
| {    | נִצָּבִים‬      | Ниццавим        | 29:9 — 30:20  | 29:10 — 30:20 |
| {    | וַיֵּלֶך‬       | Ва-Йелех        | 31:1 — 31:30  | 31:1 — 31:30  |
|      | הַאֲזִינוּ‬     | Хаазину         | 32:1 — 32:52  | 32:1 — 32:52  |
| *    | וְזֹאת הַבְּרָכָה‬ | Ве-зот ха-браха | 33:1 — 34:12  | 33:1 — 34:12  |

Примечания:
- Фигурными скобками отмечены отрывки, которые иногда читаются вместе.
- Отрывок «Ве-зот ха-браха» читается не в субботу, а в Симхат-Тора.
- В правом столбце приведены номера стихов данной недельной главы по синодальному тексту, в тех случаях, когда разбивка не совпадает с принятой в еврейских изданиях.

Существуют также четыре отрывка (арба парашийот), читаемые в четыре субботы в конце адара и в нисане дополнительно к парашат ха-шавуа. Так же называются сами эти субботы:
- «Шкалим» (Исх. 30:11—16)
- «Захор» (Втор. 25:17—19)
- «Пара» (Чис. 19)
- «Ха-Ходеш» (Исх. 12:2—20)

## Глава «Берешит»
Главу «Берешит» начинают читать в праздник Симхат-Тора при завершении годичного цикла чтения Торы и начале нового цикла. В этот день прочитывают рассказ о первых семи днях Творения, и человека, читающего этот отрывок, называют хатан Берешит («женихом главы „Берешит“»).
Глава разделена на семь отрывков (алиёт), которые прочитываются в каждый из дней недели, с тем чтобы в течение недели прочесть всю главу:
- в воскресенье читают стихи с 1:1 по 2:3;
- в понедельник читают стихи с 2:4 по 2:19;
- во вторник читают стихи с 2:20 по 3:21;
- в среду читают стихи с 3:22 по 4:18;
- в четверг читают стихи с 4:19 по 4:26;
- в пятницу читают стихи с 5:1 по 5:24;
- в субботу читают стихи с 5:25 по 6:8.

В понедельник и четверг во время утренней молитвы в синагогах публично читают отрывки из соответствующей недельной главы. Для главы «Берешит» это стихи (псуким) с 1:1 до 2:3.
В субботу, после недельной главы читается дополнительный отрывок — афтара из Книги пророка Исаии (42:5—43:10).